# Mapa kropkowa

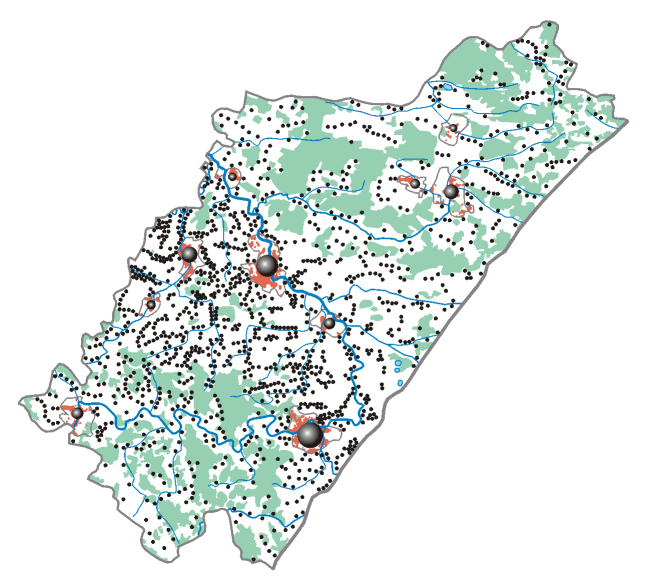
Mapa ludności wiejskiej województwa przemyskiego w 1994 roku jako przykład mapy wykonanej metodą kropkową topograficzną jednowagową

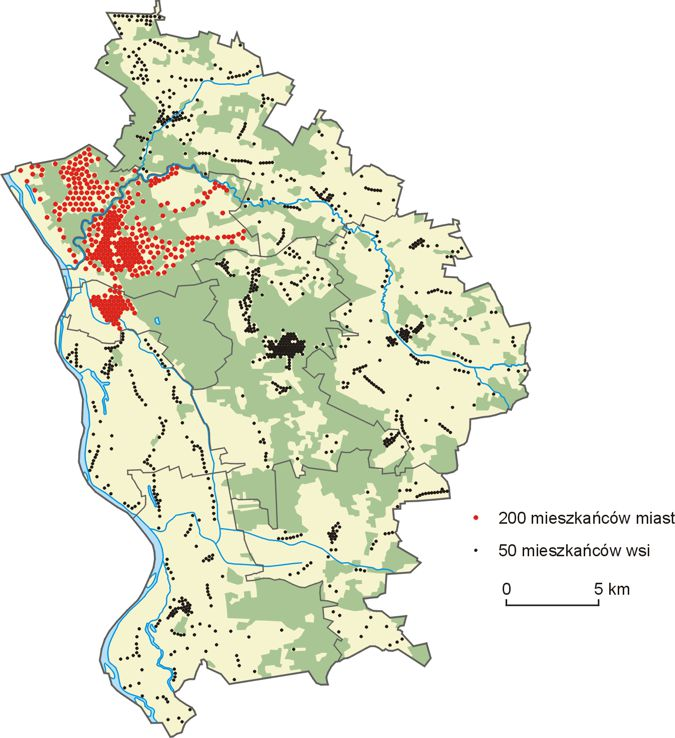
Mapa rozmieszczenia ludności powiatu otwockiego w 2011 roku (według Narodowego Spisu Powszechnego 2011) jako przykład mapy wykonanej metodą kropkową topograficzna wielowagową

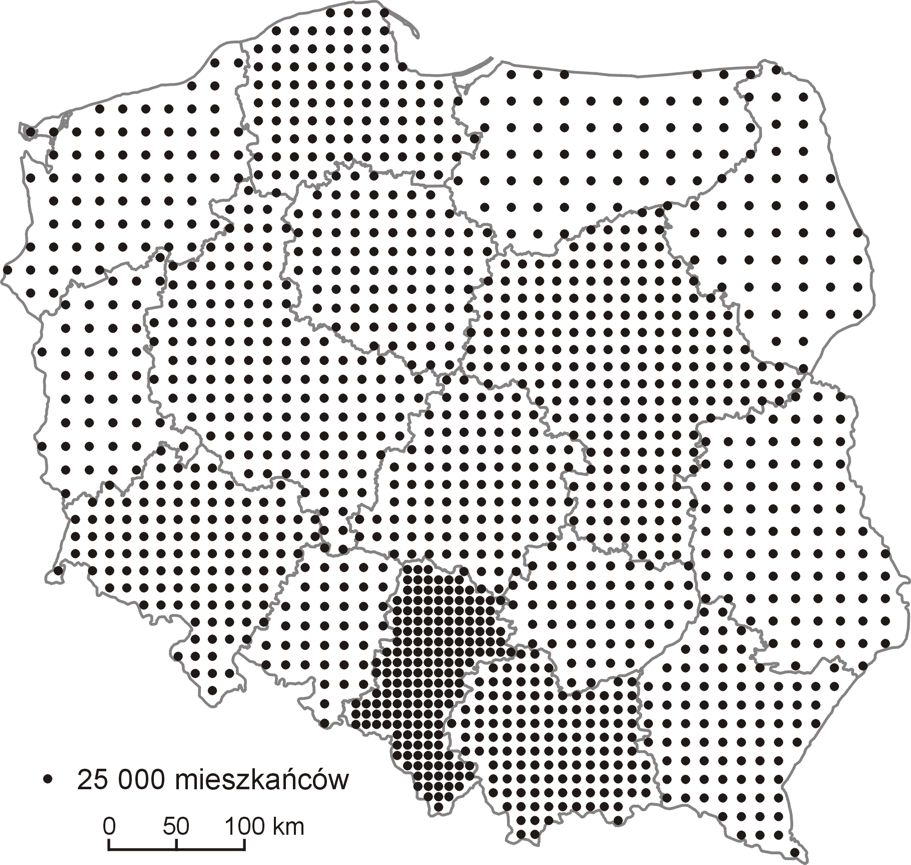
Mapa rozmieszczenia ludności Polski w 2013 roku jako przykład mapy wykonanej metodą kropkową kartogramiczną

Mapa kropkowa – mapa wykonana metodą kropkową, która jest ilościową metodą prezentacji kartograficznej. Mapa ta jest w pewnym sensie modyfikacją mapy wykonanej metodą sygnaturową punktową. Na mapie sygnaturowej sygnatura punktowa określa jeden obiekt (miasto, wieś, drogę), zaś na mapie kropkowej jeden znak odpowiada pewnej liczbie obiektów lub określonej wartości zjawiska, np. 50 domów, 100 osób, 200 ha upraw. Mapa kropkowa przedstawia charakterystyki ilościowe kartowanego zjawiska – można nią przedstawiać jedynie dane bezwzględne. Nazwa metody i wykonanej nią mapy nawiązuje do tego, że przeważnie stosuje się w niej znaki w postaci kropek (małych kółek). Jednak kropka jako znak graficznym jest tu pojęciem umownym i można stosować także znaki o innych kształtach.
Wartość statystyczną symbolizowaną przez jedną kropkę nazywa się wagą kropki. Na mapie kropkowej można stosować dla wybranego zjawiska kropki jednej wagi (np. 200 osób), jak również kropki o różnej wadze (np. 200 osób, 1000 osób, 5000 osób). W tym drugim przypadku należy stosować odpowiednie zróżnicowanie wielkość kropek (im większa waga, tym większa kropka). Istnieje również możliwość przedstawiania na jednej mapie więcej niż jednego zjawiska. Tak przedstawione zjawiska powinny być logicznie ze sobą powiązane. W takim przypadku kropki przedstawiające poszczególne zjawiska należy zróżnicować kształtem lub barwą (albo oboma tymi zmiennymi graficznymi jednocześnie). Przedstawianie więcej niż jednego zjawiska metodą kropkową zmniejsza jednak możliwość poprawnego odczytania zróżnicowania natężenia tych zjawisk. W związku z tym, nie zaleca się stosowania takiej prezentacji dla zjawisk wzajemnie równomiernie rozłożonych na prezentowanym obszarze, ograniczając tę możliwość prezentacji jedynie do zjawisk, których rozmieszczenie pozwala na wydzielenie charakterystycznych regionów z przewagą poszczególnego z tych zjawisk.
W zależności od prezentowanego zjawiska i skali opracowywanej mapy kropki mogą być umieszczone w miejscu występowania kartowanego zjawiska (wskazywać w miarę precyzyjnie jego lokalizację), jak również mogą być tylko symbolem występowania zjawiska na danym obszarze, a nie wskazaniem ścisłej jego lokalizacji.
W metodzie tej ważne jest odpowiednie nadanie wagi kropce. Zbyt mała waga powoduje, że na mapie jest tak dużo kropek, że może stać się ona nieczytelna (kropki powinny być tak umieszczone, żeby była zachowana możliwość ich rozróżnienia i zliczenia). Z kolei nadanie kropce zbyt dużej wagi może skutkować tym, że na mapie będzie zbyt mała liczba kropek, aby można było poprawnie oddać rozmieszczenie zjawiska. Istotne tu jest takie umiejscowienie kropek, aby pokazywały zmienność natężenia lub rozproszenia przedstawianego zjawiska na kartowanym obszarze, a także by oddawały jego geograficzne rozmieszczenie. Należy także pamiętać, że w metodzie kropkowej to nie poszczególne kropki przedstawiają wielkość i rozmieszczenie zjawiska, tylko zbiór wszystkich kropek umieszczonych na danym obszarze.
Modyfikacją metody kropkowej, w której kropki są rozmieszczane w miarę możliwości topograficznie jest kartogramiczny sposób rozmieszczania kropek. Polega on na równomiernym rozmieszczeniu w granicach danej jednostki terytorialnej kropek, których liczba odpowiada wielkości zjawiska w danej jednostce. Istotne jest tu równomierne rozmieszczenie kropek w ramach danej jednostki terytorialnej – spotykane w niektórych programach GIS losowe rozmieszczenie kropek na obszarze jednostki jest rozwiązaniem metodycznie błędnym.